# Čchang-čchun
Čchang-čchun (čínsky pchin-jinem Chángchūn, znaky zjednodušené 长春, tradiční 長春) je subprovinční město v severovýchodní části Čínské lidové republiky, hlavní a největší město provincie Ťi-lin. Jedná se o důležité průmyslové a dopravní centrum a o rozlehlé moderní město s širokými třídami. V roce 2020 v samotném městě žilo 4,5 milionu obyvatel, v metropolitní oblasti kolem něho poté 9 milionů. Sídlí zde Ťilinská univerzita a několik dalších vysokých škol.

## Doprava
Na nádraží Čchang-čchun vedou vysokorychlostní tratě:
- vysokorychlostní trať Charbin – Ta-lien z Charbinu do Ta-lienu
- vysokorychlostní trať Čchang-čchun – Ťi-lin do Ťi-linu, na které leží devět minut vzdálené nádraží Lung-ťia u mezinárodního letiště Čchang-čchun Lung-ťia

## Dějiny
Čchang-čchun je poměrně nové město. V roce 1800 vybral císař Ťia-čching malou vesnici na břehu řeky I-tchung a pojmenoval ji Čchang-čchun Tching. Město se začalo velice rozrůstat napojením na Japonci vybudovanou a vlastněnou Jihomandžuskou železnici a Východočínskou železnici patřící Rusům. Město se stalo překladištěm zboží mezi Koreou a Vnitřním Mongolskem.
V roce 1932 se Čchang-čchun stal hlavním městem Japonci vytvořeného loutkového státu Mandžukuo (existující 1931-1945). V této době bylo město známé jako Sin-ťing a velmi rychle se rozrůstalo. V roce 1945 bylo obsazeno Rudou armádou, která zde měla své jednotky až do roku 1946. Roku 1946 se Kuomintang neúspěšně pokusil o převzetí města. V roce 1948 po dlouhé 12měsíční bitvě město definitivně obsadila Čínská lidová armáda. Během bojů a obléhání města vypukl mezi obyvatelstvem velký hladomor, během něhož zemřelo 100–300 000 obyvatel.
V roce 1954 bylo město přejmenováno na dnešní název Čchang-čchun a ustanoveno správním střediskem provincie Ťi-lin. V padesátých letech bylo též určeno jako centrum čínského automobilového průmyslu. Vyrábí se zde známé limuzíny Rudá vlajka.

## Administrativní členění
Subprovinční město Čchang-čchun se člení na jedenáct celků okresní úrovně, a sice sedm městských obvodů, tři městské okresy a jeden okres.
| Nan-kuan Kchuan-čcheng Čchao-jang Er-tao Lu-jüan Šuang-jang Ťiou-tchaj městský okres · Jü-šu městský okres · Te-chuej městský okres · Kung-ču-ling okres · Nung-an |          |                       |                    |                                  |
| Název | Název    | Počet obyvatel (2020) | Rozloha km² (2020) | Hustota zalidnění (obyv. na km²) |
| český přepis | znaky    | Počet obyvatel (2020) | Rozloha km² (2020) | Hustota zalidnění (obyv. na km²) |
| Městské obvody |          |                       |                    |                                  |
| Nan-kuan | 南关区   | 1 066 422             | 530                | 2 013                            |
| Kchuan-čcheng | 宽城区   | 856 177               | 942                | 909                              |
| Čchao-jang | 朝阳区   | 1 074 628             | 287                | 3 748                            |
| Er-tao | 二道区   | 559 966               | 463                | 1 137                            |
| Lu-jüan | 绿园区   | 1 032 897             | 320                | 3 227                            |
| Šuang-jang | 双阳区   | 335 723               | 1 678              | 200                              |
| Ťiou-tchaj | 九台区   | 613 836               | 3 368              | 182                              |
| Městské okresy |          |                       |                    |                                  |
| Jü-šu | 榆树市   | 836 098               | 4 749              | 176                              |
| Te-chuej | 德惠市   | 635 476               | 2 984              | 213                              |
| Kung-ču-ling | 公主岭市 | 862 313               | 4 145              | 208                              |
| Okres |          |                       |                    |                                  |
| Nung-an | 农安县   | 763 983               | 5 239              | 146                              |
| |          |                       |                    |                                  |
| Celkem | Celkem   | 9 066 906             | 24 734             | 367                              |

## Fa-lun-kung
Rodák z Čchang-čchunu Li Chung-č' (Li Hongzhi) (narozen 13. března 1951) poprvé představil čínské veřejnosti ve městě Čchang-čchun v roce 1992, svoji čchi-kungovou metodu pro rozvoj těla a mysli nazvanou Fa-lun-kung (Falun Gong) a zaregistroval školu Fa-lun-kung u vládní Asociace pro výzkum čchi-kungu.
Od roku 1992 do roku 1994 pořádal Li na pozvání místních čchi-kungových asociací 56 seminářů po celé Číně, kde vysvětloval principy metody a vyučoval cvičení. V roce 1998 si po celé zemi získal Fa-lun-kung masovou popularitu, odhaduje se na 70 000 příznivců.
20. července 1999, prosadil předseda komunistické strany Ťiang Ce-min jeho zákaz, kvůli jeho masové popularitě a jeho kořenům v buddhismu, taoismu a prastaré čínské kultuře, kterou komunistická strana potírá již od počátku (viz Kulturní revoluce). V celé Číně začíná masové policejní pronásledování následovníků Fa-lun-kung a jejich uvězňování v pracovních táborech a vězeňských komplexech, které trvá i v roce 2012.

## Sport
- Čchang-čchun Ja-tchaj – fotbalový klub

## Partnerská města
- Birmingham, Spojené království (1983)
- Čchongdžin, Severní Korea (2002)
- Little Rock, USA (1994)
- Masterton, Nový Zéland (1995)
- Minsk, Bělorusko (1992)
- Montreuil, Francie (2008)
- Mora, Švédsko (2005)
- Novi Sad, Srbsko (1981)
- Plovdiv, Bulharsko (2010)
- Pračinburi, Thajsko (2011)
- Québec, Kanada
- Sendai, Japonsko (1980)
- Székesfehérvár, Maďarsko (2010)
- Tijuana, Mexiko (2013)
- Ulan-Ude, Rusko (2000)
- Ulsan, Jižní Korea (1994)
- Warrnambool, Austrálie (2012)
- Windsor, Kanada (1992)
- Wolfsburg, Německo (2006)
- Žilina, Slovensko (1992)